# Шахта (зупинний пункт)
Ша́хта — пасажирський зупинний пункт Шевченківської дирекції Одеської залізниці.
Зупинка знаходиться в східному кінці міста Багачеве Звенигородського району Черкаської області на лінії Цвіткове — Багачеве між станціями Іскрене (10 км) та Багачеве (4 км).
Зупиняються приміські дизель-поїзди сполученням Черкаси — Христинівка — Умань. У місті ще є станція Багачеве, де зупиняється більше поїздів.